# Попешти Стежари (Горж)
Попешти Стежари (рум. Popești Stejari) насеље је у Румунији у округу Горж у општини Стежари. Oпштина се налази на надморској висини од 273 m.

## Становништво
Према подацима из 2002. године у насељу је живело 218 становника, од којих су сви румунске националности.